# Ensauvagement
Ne doit pas être confondu avec Réensauvagement.
L'ensauvagement est un terme polysémique, à l'histoire complexe et sinueuse. Ce terme possède en effet des significations très diverses qui ont évolué au fil des siècles. Il est utilisé depuis les années 2010 en France, de manière controversée, d’abord par l’extrême droite, puis par une partie de la droite, ainsi que plusieurs autres responsables politiques, pour dénoncer une montée, voire une explosion de la violence et de la délinquance dans la société. Ce phénomène est en réalité complexe à mesurer comme à interpréter statistiquement. Le terme est aussi  parfois utilisé dans le champ de l'écologie. 

## Étymologie et sémantique

Armoiries de Sir William Woods, 1812, composée notamment d'un homme sauvage

Le terme est dérivé du mot ensauvagir (XIe siècle) qui a donné le verbe ensauvager, « rendre sauvage » et l'emploi pronominal s'ensauvager, « devenir sauvage »,,.
Le mot « sauvage » vient du latin silvaticus « fait pour la forêt » et « qui est à l’état de nature ». Dès le XIIe siècle, il est « détourné pour cibler les étrangers, assimilés à des peuples sous-civilisés ». En tant qu'adjectif il est notamment utilisé à la Renaissance à propos des amérindiens. La stigmatisation du sauvage a donné lieu, au XVIe siècle, à la création du mythe du bon sauvage, préservé des corruptions de la société, par Montaigne, Rousseau, et d'autres écrivains humanistes,.
Selon le professeur de sémiotique Denis Bertrand : « Il se trouve que l'emploi du mot 'sauvage' dans l'histoire culturelle française a dépassé la notion d'animalité pour toucher l'histoire de l'esclavage. Le sauvage s'est trouvé redéfini à ce moment-là en opposition au colonisateur, au civilisé. »
Le lexicographe Édouard Trouillez estime que « La valeur inchoative du préfixe « en » [dans « ensauvagement »] implique une action durable, un processus évolutif. Il ne s’agit donc pas d’actes ponctuels mais d’une disparition progressive des règles sur lesquelles est fondée la société et de la société elle-même. Un tel vocabulaire est symptomatique. La langue reflète l’air du temps. Qu’il soit jugé pertinent ou non, l’usage de ces mots traduit les angoisses d’une société qui s’interroge sur sa solidité et son avenir. »
Dans le domaine de l'écologie, le mot « ensauvagement » peut être « employé à propos des nouveaux espaces créés par le retrait des activités humaines (l’ensauvagement des prairies, par exemple), qu’il soit intentionnel (on parle alors de réensauvagement) ou non. »

## Utilisations du terme

### Moyen Âge
Le terme est utilisé dans les légendes médiévales où de nombreux personnages (Merlin, Tristan et d'autres) vivent des épisodes d'ensauvagements. La figure mythologique celtique de l'homme sauvage est quelquefois dénommé ensauvagé'. Cette appellation précise insiste sur le processus (rendu sauvage, et non sauvage par essence). Cette étymologie médiévale est attestée par le Dictionnaire de la langue française Littré

### XIXesiècle
Le terme « ensauvagement » fait « quelques timides apparitions dès le XIXe siècle au moins ». Par exemple on peut lire dans le tome 86 de la Revue des Deux Mondes paru en 1888 : « Anarchie, vandalisme, ensauvagement du peuple, tels sont les résultats de la réforme, d'après Luther lui-même, tels sont les fruits de la doctrine qui proclame l'inutilité des bonnes œuvres et refuse à l'homme le pouvoir personnel de faire le bien. »

### Années 1950: contexte anticolonialiste
En 1950, Aimé Césaire, « retourne l’accusation de sauvagerie » et utilise le terme pour critiquer le colonialisme. Dans son ouvrage Discours sur le colonialisme, il accuse le système colonial de « déciviliser le colonisateur ». Il précise : « Il y a le poison instillé dans les veines de l'Europe, et le progrès lent, mais sûr, de l'ensauvagement du continent ». Selon l'historien Pap Ndiaye, Césaire serait même allé plus loin en disant que le Nazisme a été le produit de l'ensauvagement de l'Europe.

### À partir des années 1970: le terme «sauvage» utilisé par l'extrême droite
Selon Paris Match : « Le qualificatif de « sauvage » fut d’abord utilisé dans les discours du Front national : le 21 juin 1973, le parti organise un meeting parisien, ayant pour thème « Halte à l’immigration sauvage ». Une sémantique largement reprise dans les années 1980 par Jean-Marie Le Pen. »

### Fin des années 1990: le terme «sauvageons» utilisé par le ministre de l'Intérieur
En 1998 et en 1999, Jean-Pierre Chevènement, ministre de l'Intérieur, utilise le terme « sauvageons » pour qualifier les mineurs délinquants multirécidivistes,,,. Cela est critiqué, le rapprochement avec le terme « sauvage » est fait, et une polémique éclate en 1999. Chevènement a contesté avoir utilisé le mot comme une insulte et déclare en 2006 : « Étymologiquement, le sauvageon est un arbre non greffé. J'incriminais donc l'insuffisance de l'éducation, celle des parents comme de l'école ». En 2016, Bernard Cazeneuve, également ministre de l'Intérieur, utilisera lui aussi le terme, après une agression de policiers à Viry-Châtillon. Il sera de même critiqué, mais cette fois-ci principalement par la droite et le FN, pour l'« euphémisme » du terme au vu de la violence des faits. Pour ces deux ministres de gauche, le terme ne semble pas relier la délinquance à l'immigration, et il désigne en premier lieu des jeunes de quartiers populaires et de banlieues sensibles, tout comme le terme « racailles » qui sera utilisé par Nicolas Sarkozy en 2005.
Selon la sémiologue Mariette Darrigrand, en 2020 : « Ce qui est intéressant lorsqu'on passe de 'sauvageons' à 'racailles' puis à 'ensauvagement', c'est cette surenchère des mots sur vingt ans. C'est une intensification du langage pour faire écran et pour éviter de parler des sujets, très complexes, de criminalité en France. A quoi ressemblera la prochaine surenchère ? A l'horizon, il y a l'animalité, la notion de "sous-homme". »

### Années 2000: l'ensauvagement comme clé d'interprétation historique et géopolitique
Au début des années 2000, l’historien américain George Mosse crée la notion de brutalization, traduite en français par « brutalisation » ou « ensauvagement ». Selon lui, la culture de guerre née au creux du long conflit de 1914-1918, faite de banalisation de la violence, puis de glorification de la virilité, ont facilité et permis les dérives de la Seconde Guerre mondiale.
En 2005, la haute-fonctionnaire Thérèse Delpech, proche des milieux néoconservateurs français, publie l'ouvrage L'ensauvagement : Le retour de la barbarie au XXIe siècle « dans lequel elle alertait sur la puissance des moyens de destruction et la radicalité des idéologies ». Elle ajoute dans cet ouvrage : « la passivité qui accompagne la montée de la violence est plus inquiétante encore que la violence montante. Car elle rend sa victoire possible. Celle-ci bénéficie de l'inaction ».

### Années 2010: une appropriation du terme par la droite dure?
En janvier 2010, Eric Zemmour évoque sur RTL « un ensauvagement des villes et des banlieues »
Depuis 2013, et notamment le livre de Laurent Obertone, La France Orange mécanique, le terme a pris un sens polémique, que s'est approprié l'extrême droite,. Le terme devient également utilisé par des penseurs et personnalités politiques orientées à droite pour expliquer ce qu'ils considèrent une montée de la violence et de l'insécurité dans la société française. Ils la relient par exemple à l'immigration, l'islamisation, ou encore au racisme antiblanc. Le parallèle est fait dans ce cadre avec le terme « sauvageon ».
L'idée d'« ensauvagement de la société » apparaît dès 2013 dans des propos de Marine Le Pen, et en 2018 le  Rassemblement national organise à l’Assemblée nationale un débat intitulé « De la délinquance à l’ensauvagement ». Selon le quotidien Le Monde, Marine Le Pen « en fait un point d’articulation de son discours sécuritaire et nationaliste ».
Le terme peut toutefois aussi être utilisé sans ce contexte idéologique de la droite dure,,,,,,. Ainsi, comme le rappelle le politologue Stéphane Wahnich : « Historiquement parlant, ensauvagement n'est pas un mot d'extrême droite. »

### Eté 2020 en France: médiatisation, débats au sein du gouvernement, opinion publique
Pendant l'été 2020 en France, une partie des médias diffusent le terme à l'occasion de plusieurs agressions mortelles, pour lesquelles Emmanuel Macron parle, d'une façon euphémisée selon certains observateurs, d'incivilités,. Le journaliste Alexandre Devecchio écrit par exemple le 12 juillet pour le FigaroVox, commençant son entretien avec le pédopsychiatre et psychanalyste Maurice Berger : « Philippe Monguillot est mort, tabassé pour avoir demandé à ses passagers de valider un ticket de bus. Ce meurtre fait suite à celui de la gendarme Mélanie Lemée lors d’un contrôle routier. Certains observateurs y voient de simples faits divers, d’autres le symptôme de l’ensauvagement de la société. Qu’en est-il, selon vous ? ».

#### Diffusion et débats dans le monde politique
Le 20 juillet, Marine Le Pen écrit sur Twitter, après l'incident à Lyon d'une femme mortellement fauchée puis traînée par une voiture ayant pris la fuite : « Quel niveau de barbarie faut-il atteindre pour que le peuple français dise stop à cet ensauvagement de notre société ? Combien de policiers, gendarmes, conducteurs de bus, jeunes filles ou jeunes garçons massacrés faut-il ? »
Le 21 juillet, sur France Inter, Bruno Retailleau, chef de file des Républicains au Sénat déclare : « Il y a un ensauvagement de la société française. La France est le pays d'Europe qui affiche le taux d'homicides le plus élevé ». L'affirmation est par la suite relevée comme étant en contradiction avec les données d'Eurostat,.

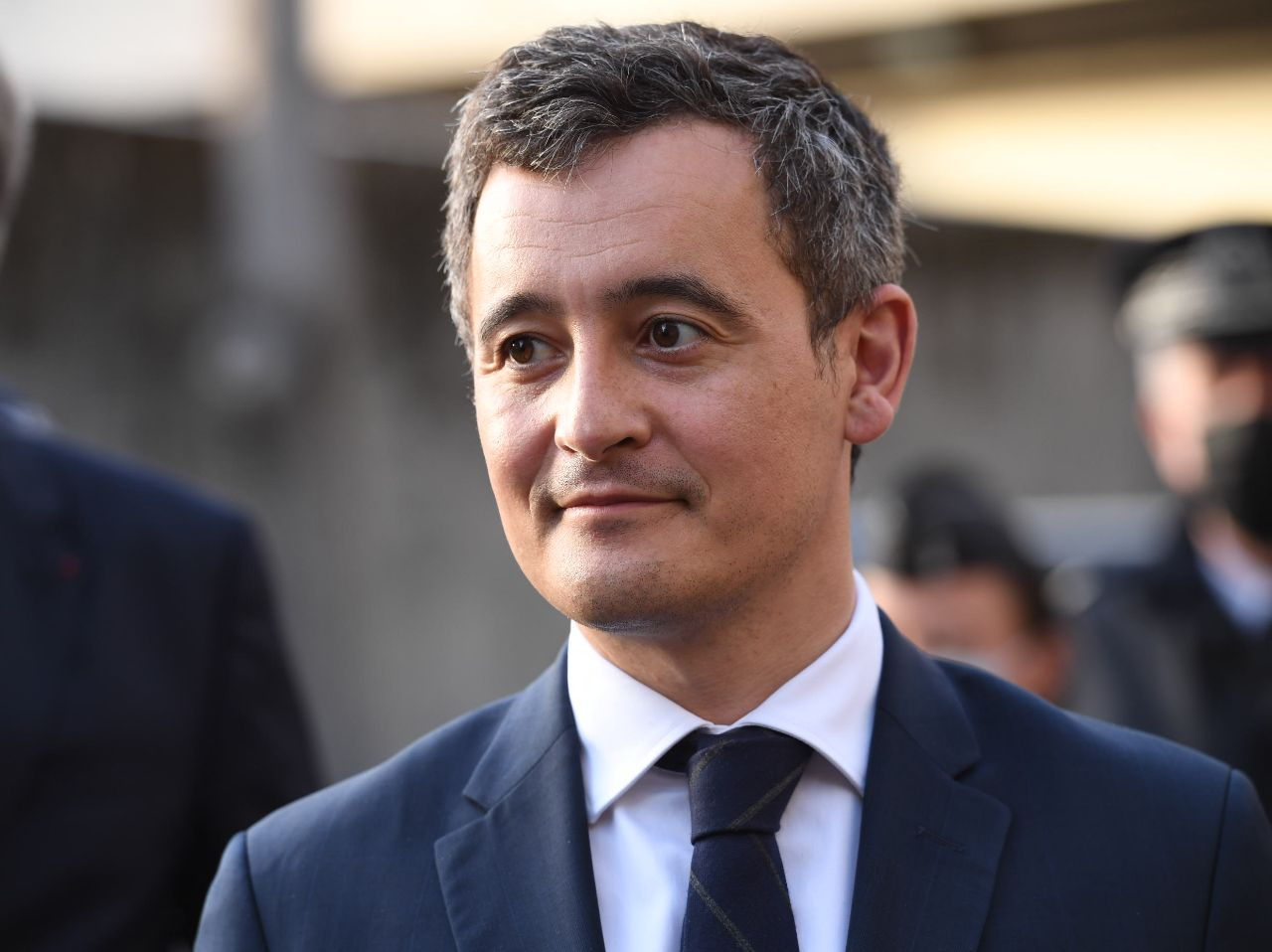
Gérald Darmanin, ministre de l'Intérieur, 2021

Le 24 juillet, lors d'un entretien au Figaro, le ministre de l'intérieur Gérald Darmanin appelle à « stopper l’ensauvagement d’une certaine partie de la société », ce qui provoque une polémique (y compris au sein de sa majorité) largement relayée par les médias,,,,,,,. Darmanin déclare peu après : « J’ai lu dans la presse que le mot que j’ai employé avait un lien avec “sauvage”, donc avec immigration, donc avec ethnicisation. Je suis à 100 000 lieues de cela ». En août, il dénonce sur Twitter « la sauvagerie de certains délinquants » lors des débordements après la défaite de Paris Saint-Germain en finale de la Ligue des champions de l'UEFA,. Le 26 août, une descente de police dans le quartier Mistral à Grenoble est accompagnée de cette déclaration de Gérald Darmanin sur Twitter : « L'État s'imposera face à l'ensauvagement d'une minorité de la société »,,.
Le 1er septembre, le garde des Sceaux Éric Dupond-Moretti, invité sur Europe 1, se différencie de Gérald Darmanin, ne souhaitant pas utiliser le terme « ensauvagement » : « C'est une question de sensibilité. Chacun utilise les mots qu'il veut utiliser ». Il ajoute qu'il lui semble que ce terme « développe le sentiment d'insécurité », qui est « pire que l'insécurité ». Le même jour, en déplacement à Choisy-le-Roi, Gérald Darmanin répond à ce dernier et assume de nouveau l'utilisation du terme. Il ajoute : « C'est un mot qui fait naître en moi des échos des années de permanence électorale où j'ai vu des gens victimes d'actes de sauvagerie » Marlène Schiappa déclare pour sa part : « Ça ne me dérange pas de parler d'ensauvagement de la société, parce que c'est une réalité, tout simplement » ; et que « les violences gratuites augmentent dans ce qu’il est de coutume d’appeler un ensauvagement de la société ». Le Premier ministre Jean Castex a de son côté déclaré : « La question n'est pas les mots qu'on emploie pour qualifier le phénomène, mais les actions que l'on va mettre en place pour y faire face. Donc fermez le ban, il n'y a aucune polémique ». Le 3 septembre, il reste sur cette position, en déclarant à propos de l'utilisation du terme : « Je ne suis pas ici dans les fonctions qui sont les miennes pour trancher des débats sémantiques ». Le 4 septembre, sur Europe 1, le ministre de l'éducation Jean-Michel Blanquer trouve le terme « flou » : « Par optimisme, je préfère ne pas l'utiliser. Je ne considère pas que notre société est fatalement ensauvagée ».
Le Rassemblement national se réjouit de la diffusion du terme. Ainsi, le porte parole du parti auprès de l’AFP, Laurent Jacobelli, déclare de 5 septembre : « La mise en avant de nos idées -l’ensauvagement, le localisme, le souverainisme-, même par d’autres, donne beaucoup d’espoir à nos militants pour l’avenir ». Marine Le Pen parle d'une « victoire idéologique ». Selon l'historien Pap Ndiaye, par cette légitimation du terme, au-delà de l'apparente victoire intellectuelle concédée à l'extrême droite, le gouvernement a également élevé les enjeux des mesures de sécurité.
Le 7 septembre, Gérald Darmanin réitère son utilisation du terme sur BFM TV. Le 8 septembre, le président de la République Emmanuel Macron refuse de prendre au part au débat au sein de son gouvernement, et préfère ironiser sur la surmédiatisation, critiquant la presse pour avoir « fait le Kamasutra de l’ensauvagement depuis quinze jours »,. Le lendemain, il demande expressément à ses ministres de « ne pas créer [de] polémiques entre [eux] ».
Christiane Taubira, ancienne ministre de la Justice, interrogée sur France Inter le 11 septembre à propos de l’utilisation par Gérald Darmanin du terme, répond en citant René Char (« Les mots savent de nous des choses que nous ignorons d’eux ») et commente : « Ce mot en dit plus sur le ministre de l’Intérieur que sur les gens qu’il prétend viser. Ensauvagement est un mot de l’imaginaire colonial. Quelles que soient les accointances idéologiques du ministre de l’Intérieur, quels que soient aussi ses calculs tacticiens, il est travaillé par l’imaginaire colonial »,.

#### Sondage d'opinion
L'usage du terme semble diviser davantage la classe politique que l'opinion publique. Ainsi, le 4 septembre, une étude réalisée par l'IFOP pour la société Avostart auprès d'un échantillon de 1 003 personnes, représentatif de la population âgée de plus de 18 ans résidant en France métropolitaine, indique que 70 % des personnes interrogées trouvent que le terme « ensauvagement » est justifié pour désigner l’évolution de la violence et de la délinquance en France. Parmi celles-ci, « 85% des sympathisants des Républicains et de La République en marche l'approuvent, comme 83% de ceux du Rassemblement national. Le terme est encore majoritaire à Europe Ecologie-Les Verts (61%) et au Parti socialiste (59%). Les électeurs proches de la France insoumise sont plus circonspects, mais soutiennent tout de même le terme à hauteur de 47% d'entre eux ».

#### Avis de personnalités
Plusieurs personnalités se positionnent dans le débat : par exemple, Éric Zemmour prétend sur CNews, sans aucune donnée à l'appui, et avec une « grille de lecture ultradroitière » : « On sait bien qui ensauvage, agresse, roule sur le gendarme, tue le chauffeur de bus de Bayonne Philippe Monguillot, mort le 10 juillet]. Ce sont à 99,9 % des enfants de l’immigration maghrébine et africaine. On sait que les victimes s’appellent Mélanie, et les assassins Youssef ». Ce type de « dérapage » est caractéristique d'un « ensauvagement des chaînes d’infos » selon le journaliste Amaury de Rochegonde. Ailleurs, Michel Onfray, soutient l'usage du concept : « Je trouve sidérant que sur les plateaux de télévision on puisse consacrer une heure pour se demander si on a le droit de parler d'ensauvagement. Je rêve ! C'est comme si dans un service oncologie on se demandait si on a le droit de prononcer le mot 'cancer' quand quelqu'un a un cancer. » Dans un autre registre, l'ancien ministre de l'Intérieur et premier ministre Manuel Valls déclare : « J'ai vu ces images, j'ai connu ce basculement dans les années 2000 quand j'étais maire d'Evry. On se fait justice soi-même. C'est ça, l'ensauvagement. Il y a des actes barbares, une forme de sauvagerie. On ne peut pas le nier, c'est une réalité. »
À l'inverse, l'historien Jérôme Kennedy rappelle que l'ensauvagement est un « concept connoté » et considère que « Il n’est pas impossible que nous vivions depuis quelques années, voire plusieurs décennies, une dynamique de brutalisation. [...] Mais évoquer un ensauvagement de la société française, c’est se tromper d’échelle et effectuer un contresens ». La sémiologue Cécile Alduy considère que « Le terme d’“ensauvagement”, avec son idée d’un processus décliniste, appartient à la panoplie du discours alarmiste, millénariste, d’une décadence de la “civilisation”. [...] Dans “sauvage”, on entend des relents colonialistes, et cette idée n’est pas seulement liée à l’extrême droite au départ de la “mission civilisatrice” de la France, de l’école, dans un combat contre des forces du mal “sauvages” ». Selon le journaliste Daniel Schneidermann l’ensauvagement est utilisé dans des débats télévisés comme « un postulat, une donnée de base de la discussion », mais sans tenir compte de la réalité des chiffres. L'avocat pénaliste Philippe-Henry Honegger dément également la réalité de l'ensauvagement et selon lui : « Les personnes qui dénoncent un « ensauvagement » de la société, en contradiction avec la réalité, reflètent l'ensauvagement de la pensée. » La romancière Alice Zeniter, révoltée, estime qu'en utilisant le terme « on brasse des siècles de violence coloniale » et se « demande comment l'extrême droite a réussi cette opération de viralité des termes ».
Le philosophe Jacques Billard aborde la dimension philosophique du terme : « L’ensauvagement n’est pas une absence de développement, il est une régression, une involution, un retour à un état pré-social, état, que dans la philosophie classique on appelait état de nature. L’ensauvagement est le signe d’un abandon du pacte social et du retour à l’état de nature où chacun règle ses problèmes par ses propres forces. [...] Ce n’est donc pas la violence en tant que telle qui est importante, mais le refus du pacte social avec cette circonstance aggravante, que ce n’est pas le bon sauvage qui fait retour, mais un homme moderne muni des outils de puissance des sociétés développées. Cette régression ante sociale est donc aussi un état post-social. »

#### Presse internationale
Les débats au sein du gouvernement sont repris par la presse internationale en septembre, qui souligne la connotation d'extrême droite, voire raciste du terme, et se fait le relais de l'hypothèse de son utilisation par Gérald Darmanin pour attirer des électeurs en vue des élections régionales de 2021 et de la présidentielle de 2022,, tout en rappelant, à l'instar d'une partie de la presse française, que les données chiffrées ne montrent pas une augmentation de la violence en France,.

### Après 2020
En juin 2021, le président Macron utilise pour la première fois le terme d'ensauvagement, ce qui est remarqué. Mais il l'utilise dans un contexte précis, celui de la violence des échanges généré par les réseaux sociaux,.
En février 2025, le ministre de la Justice Gérald Darmanin réemploie le terme d'« ensauvagement de la société » dans le contexte du meurtre de Louise. Le ministre de l'Intérieur Bruno Retailleau utilise les mêmes termes. Le journaliste Patrick Cohen regrette l'instrumentalisation de cette affaire par ces mots.

### Dans le champ de l'écologie

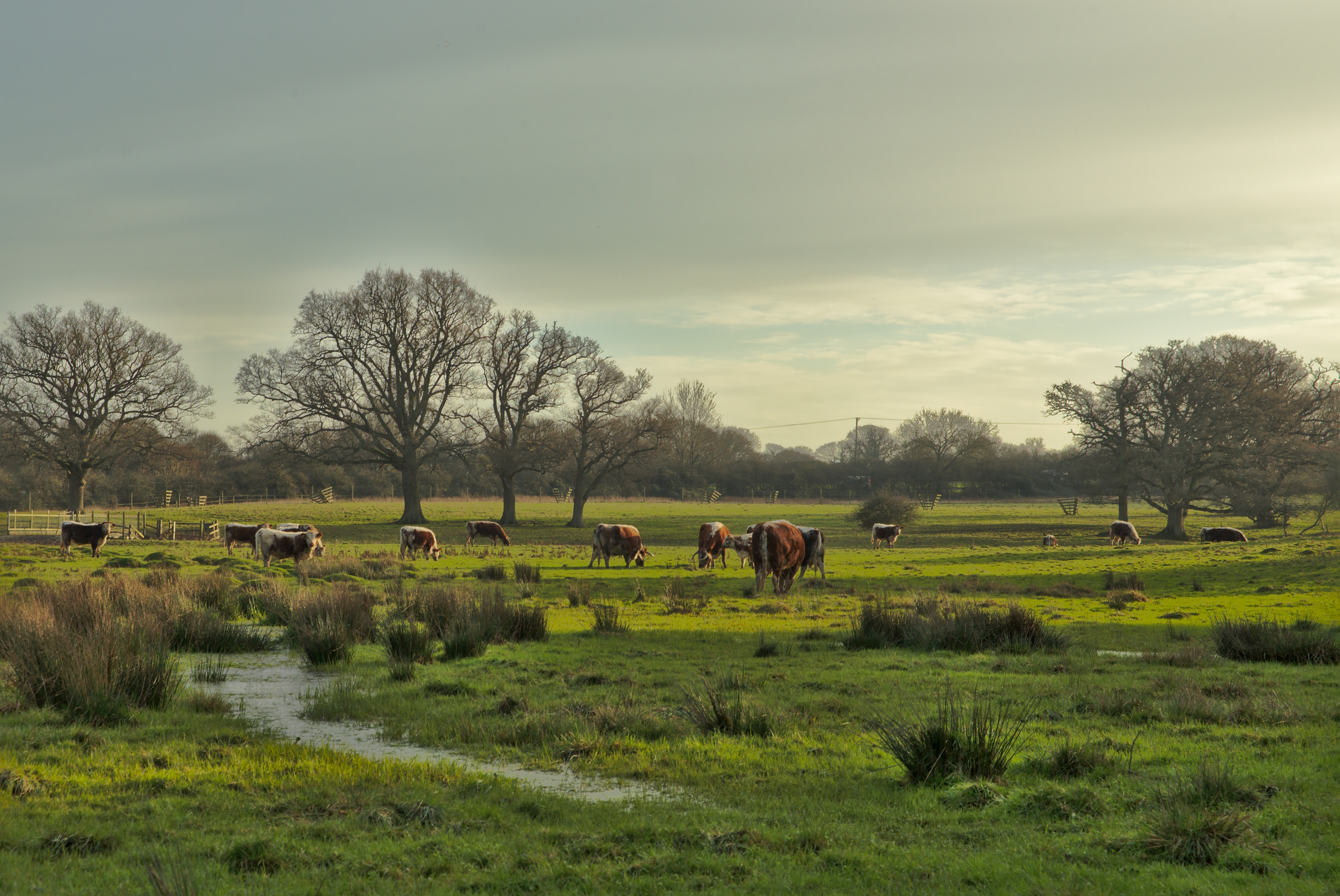
Bovins longhorn en liberté à Knepp Wildland

L'ensauvagement peut désigner dans des sphères naturalistes et écologistes à la fois la réintroduction d'espèces animales sauvages dans leur milieu d'origine ou en milieu urbain, mais également un processus de retour à la nature pour les humains, ce qui prend cette fois un sens positif car censé être bénéfique.

### Dans la gauche radicale
En 2022, Ludivine Bantigny publie L’Ensauvagement du capital. Pour Benjamin Tuil dans la revue Esprit, ce court essai est rédigé « dans un esprit pamphlétaire ». Ludivine Bantigny s’attaque au capitalisme en dénonçant « un système-monde qui, loin de pacifier les rapports sociaux et politiques, est intrinsèquement violent. » Le capitalisme serait dans une logique de l’ensauvagement, sa logique étant comparable à celle d’« un colonialisme qui n’ose pas dire son nom. »
Gabriel Bouchaud du Point considère que l'ouvrage est un « opuscule radical et peu convaincant ». Selon lui, « pour un lecteur qui n’est pas d’extrême gauche, ouvrir L’Ensauvagement du capital » serait « un peu comme pénétrer dans une dimension parallèle. ». Pour Johan Faerber du journal culturel en ligne Diacritik, l'ouvrage est « indispensable autant que stimulant ».

## Statistiques en France

### Deux outils: statistiques policières et enquêtes de victimation
Les statistiques sur la délinquance en France sont basées sur deux outils. Il y a d'abord les statistiques administratives, comprenant les plaintes et flagrants délits enregistrés par les forces de l'ordre. Ensuite, les enquêtes de victimation consistent à interroger de vastes échantillons de population (entre 20.000 et 25.000 ménages) et à leur demander s’ils ont subi des infractions l’année passée. L'utilité de cet outil est de corriger les biais des statistiques policières : sous-déclaration de certains délits, évolution du comportement de dépôt de plainte des victimes, et les évolutions du droit lui-même.
Les enquêtes de victimation sont considérées comme plus fiables et proches de la réalité que les données enregistrées par les forces de l'ordre,, mais les deux méthodes peuvent aussi être considérées comme complémentaires. L'Observatoire scientifique du crime et de la justice (OSCJ) indique ainsi : « On ne cherche plus à déterminer la meilleure (ou la moins mauvaise) mesure, mais à disposer de plusieurs sources afin de pouvoir les confronter. » Selon la sociologue Renée Zauberman : « Les enquêtes de victimation sont toujours en retard par rapport aux derniers chiffres de la police et de la gendarmerie, car elles prennent du temps, et ne sont publiées qu’un an après la fin de l’année civile traitée. »
Selon Antoine Jardin, en 2020, chercheur au Centre de recherche sociologique sur le droit et les institutions pénales (CESDIP) : « Si vous regardez les statistiques de la police et de la gendarmerie qui mesurent la délinquance enregistrée par ces services, nous avons un certain nombre de faits de violences contre les personnes, une tendance à la hausse. Si l'on regarde les enquêtes de victimation, qui sont les données que l'on produit lorsque l'on demande à la population si elle a été victime de tels ou tels faits, notamment d'agressions, nous ne voyons pas de tendance à la hausse. »
En 2011, la sociologue Renée Zauberman expliquait que « l'accroissement des faits de violence ou de délinquance enregistrés par la police peut être interprété de différentes manières. Cette évolution peut résulter d'une plus grande propension des victimes à porter plainte, d'une activité d'enregistrement plus intense du côté des institutions, d'une poussée réelle de la violence, ou d'un "mix" des trois. » Par exemple, en 2020, concernant les violences sexuelles et sexistes, « si les chiffres ont augmenté depuis 2016, cela tient davantage à des signalements plus importants qu’à une hausse du phénomène en tant que tel. »
Entre 1994 et 2014, le nombre d'homicides a diminué de 60 %. Des statistiques policières semblent montrer, selon certains observateurs, une recrudescence des homicides et tentatives d'homicides depuis les années 2015,, tout en restant relativement faibles. Ainsi, selon le criminologue Sébastian Roché en 2020, « Les statistiques d'homicides volontaires montrent que l'on est aujourd’hui à un niveau historiquement faible de violence. » Le criminologue Alain Bauer note que l'indicateur de mortalité homicide « montre un effondrement de la violence homicide pendant cinq siècles… et une reprise forte depuis une dizaine d’années. » En 2020, Christophe Soullez, spécialiste de l'analyse des statistiques pénales, indique : « depuis 2019, il y a une hausse du nombre d'homicides, de tentatives d'homicides et des violences ayant entraîné la mort. C'est l'année où il y en a eu le plus depuis 1974 » ; en parallèle, « De 2013 à 2018, on a eu une division par deux du nombre de vols avec violence déclarés, selon les données des enquêtes de victimation. » Le nombre de victimes de coups et blessures en dehors des ménages est aussi en diminution entre 2008 à 2016, mais augmente à nouveau depuis, tout en restant « inférieur aux chiffres de 2008 ».
Le Service statistique ministériel de la sécurité intérieure (SSMSI) relève une augmentation statistique des coups et blessures sur personne de plus de 15 ans, de 198 600 faits en 2008 à 240 000 faits en 2018. Toutefois, il convient de considérer cette hausse avec circonspection, car elle est peut-être la conséquence de changement administratif dans l'enregistrement des faits qui a eu lieu en 2015 et qui pourrait provoquer, selon le service statistique du ministère de l’Intérieur, « une hausse du nombre de victimes dans la série, qui a été rétropolée sur le passé ». Le SSMSI explique en effet que « depuis mars 2015, les forces de l’ordre enregistrent systématiquement dans leurs données les victimes même si elles ne portent pas formellement plainte, à partir du moment où l’atteinte est jugée suffisamment grave pour que l’administration judiciaire soit saisie : sont ainsi comptabilisées toutes les victimes dont l’identité a été transmise aux autorités judiciaires ». De manière générale, il peut exister des ruptures ou biais statistiques liés au changement de méthodologie ou critères sur de longues périodes.

### Bilans en 2020
Une fois interprétées, notamment à partir des enquêtes de victimation, les données statistiques ne semblent pas montrer une augmentation significative de la violence et de la délinquance en France sur les dernières décennies,,,,. Entre 2005 et 2018, la plupart des indicateurs de  victimation de l’Insee et de l’ONDRP sont stables ou en baisse, mais « les violences physiques hors ménage » repartent à la hausse depuis 2016.
Christophe Soullez, chef du département de l'Observatoire national de la délinquance et des réponses pénales (ONDRP), indique qu′« on ne peut pas dire aujourd'hui, à travers les données disponibles, que l'on est dans une explosion de la violence ». Il émet l'hypothèse que la violence des images et vidéos diffusées dans les médias puisse susciter cette impression. Toutefois, selon lui, la question de savoir si la violence augmente en France « mérite des développements qui sont beaucoup plus complexes que de répondre par oui ou par non. »
Le criminologue Sebastian Roché constate que les statistiques administratives et les enquêtes de victimation « montrent que les violences physiques diminuent, de même que les vols avec violence ». Il ajoute « Il n'y a pas de contradiction avec les faits divers de cet été. Le fait de ressentir de l'émotion par rapport à la violence, c’est cela la civilisation des mœurs. Le fait que l'on soit concerné, que les chercheurs soient mobilisés pour la mesurer. Tout cela existe parce que l'on pense que la violence est un problème ». Il conclut ainsi : « Il n'y a en France aucun mécanisme d'ensauvagement ».